# Silnice II/216
Silnice II/216 byla česká silnice II. třídy nacházející se na území Karlovarského kraje. Vedla od obce Krásná (odpojení od silnice II/217) přes Podhradí a osady Kopaniny a Doubrava k hraničnímu přechodu Bad Elster, kde na ni navazovala německá silnice K743. Její celková délka byla 6,4 km. Silnice byla degradována na silnici III/2175 v souvislosti s plánovanou stavbou nové silnice II/216 v trase Aš – Bad Brambach – Plesná – silnice II/212.